# Alex Marshall
Alex Marshall (Kingston, 24 de febrero de 1998) es un futbolista jamaicano que juega en la demarcación de extremo izquierdo para el Portmore United FC de la Liga Premier Nacional de Jamaica.

## Selección nacional
El 25 de agosto de 2017 hizo su debut con la selección de Jamaica en un partido amistoso contra Trinidad y Tobago que finalizó con un resultado de 1-2 a favor del combinado jamaicano tras el gol de Kevon Villaroel para Trinidad y Tobago, y de Jamiel Hardware y Fabian Reid.

### Participaciones en Copas América
| Torneo            | Sede           | Resultado    | Partidos | Goles |
| ----------------- | -------------- | ------------ | -------- | ----- |
| Copa América 2024 | Estados Unidos | Primera fase | 1        | 0     |

## Clubes
| Club               | País    | Año       | Partidos | Goles |
| ------------------ | ------- | --------- | -------- | ----- |
| Cavalier FC        | Jamaica | 2014-2020 | 76       | 25    |
| HFX Wanderers FC   | Canadá  | 2020-2022 | 53       | 2     |
| Portmore United FC | Jamaica | 2023-     | 38       | 8     |